# Force aérienne de la république de Chine
Cet article concerne la force aérienne de Taïwan. Pour l'armée de l'air de la république populaire de Chine, voir Force aérienne chinoise.
La Force aérienne de la république de Chine (Sinogramme traditionnel : 中華民國空軍 ; Sinogramme simplifié : 中华民国空军; Hanyu pinyin : Zhōnghuá Mínguó Kōngjūn) est la composante aérienne de l'Armée de la république de Chine. Elle a été créée en 1937.

## Histoire

Un Nakajima Ki-27 japonais abattant un Hawk III chinois de fabrication américaine.

Officiellement créé en 1920 comme le ministère de l'Aviation, la ROCAF a été actif pendant la durée de la république de Chine sur la Chine continentale.  Durant cette période, divers avions ont été achetés (en) et déployés par les seigneurs de guerre dans leur lutte pour le pouvoir jusqu'à la réunification chinoise de 1928. Le 19 février 1932, le lieutenant de réserve américain Robert McCawley Short, qui commandait des avions chinois armés, a abattu un avion de la marine impériale japonaise et en a abattu un autre trois jours plus tard avant d'être lui-même tué (il a été élevé au rang de colonel à titre posthume par le service aérien chinois).

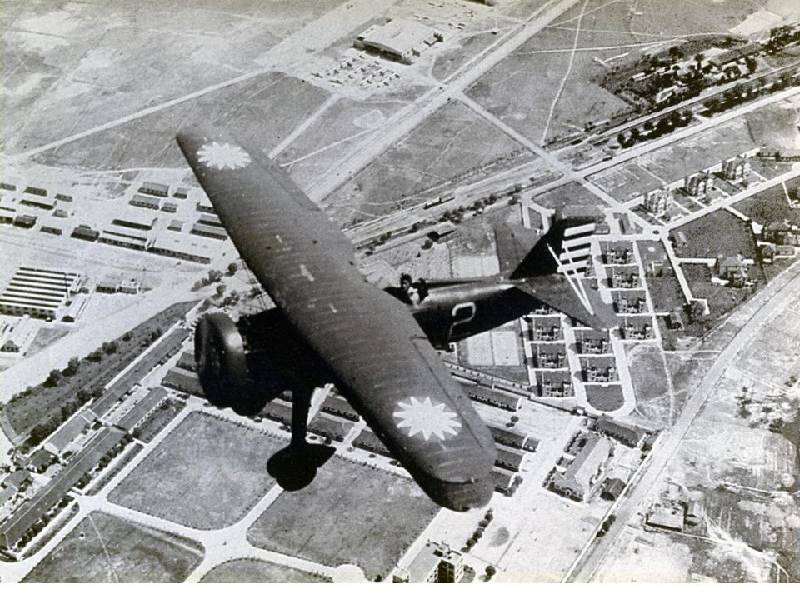
Curtiss Hawk II chinois

Après la réorganisation de l'armée de l'air chinoise en 1935-1936, des escadrons aériens indépendants, composés d'escadrille à partir des différentes provinces de Chine, ont été combinés en plusieurs groupes aériens, chacun de trois escadrons (sur 10 avions chacun). Au début de la guerre avec le Japon, il y avait environ 600 avions de combat, dont 305 de chasseurs, un vingtaine de bombardiers légers, les autres étant des avions de reconnaissance. Les bombardiers moyens ne détenaient pas plus de 20s. Les combattants étaient les 3e, 4e et 5e PG (Groupe de Pursuit), et le 29e PS (Escadron de Pursuit). Les « Nouveaux Hawks » (comme les Chinois appelés le Hawk III) ont équipé les 4e et 5e PG ainsi que les 7e et 29e escadrons (avant la guerre, le 7e PS a conservé encore quelques Breda Ba.27 (en) italiens). Les autres escadrons du 3e PG, du 8th PS et du 17e PS étaient équipés respectivement d'environ 15 Fiat CR.32 et du Boeing américain 281 (P-26). Le 5e PG et les écoles de vol avaient moins de 50 Hawk II obsolètes.
Pendant la seconde guerre sino-japonaise,  le ROCAF osubi de grandes pertes d'attrition et de combat et, le 10 octobre 1937, seuls 130 avions de combat sont restés en service. Au début du mois de novembre, il ne restait pas plus de trois douzaines d'avions de combat dignes d'intérêt. Les usines d'aviation chinoises ne pouvaient pas compenser les pertes de combat. À la fin de 1937, la « 1 Air Force Aviation Factory » à  Shaoguang avait rassemblé 12 Hawks partiellement en provenance de pièces récupérées à partir d'avions détruits. 36 Gloster Gladiator sont livrés début 1938  avec lesquels le 28e PS du 5th PG a commencé à remplacer leur Hawk II et III détruits à partir du début d'octobre 1937.
Les problèmes ont été temporairement résolus en achetant un grand nombre d'avions soviétiques (I-15, I-16 et SB) et en recevant l'aide de volontaires soviétiques.
La ROCAF participa à des attaques sur des navires de guerre japonais sur le front de l'Est et le long du fleuve Yangtsé et au soutien durant la bataille de Shanghai en 1937. L'avion de chasse de première ligne chinois ont d'abord été principalement le Curtiss Hawk II et Hawk III reçu à 102 exemplaires pour ce dernier et le Boeing P-26 Peashooter modèle 281 reçu à 11 exemplaires, engagés dans de nombreux combats aériens majeurs contre des chasseurs japonais à partir du 14 août 1937, lorsque des avions de guerre de la Marine impériale japonaise attaque la base aérienne de Chienchiao ; « 814 » est ainsi devenu connu comme « Jour de l'aviation ». 

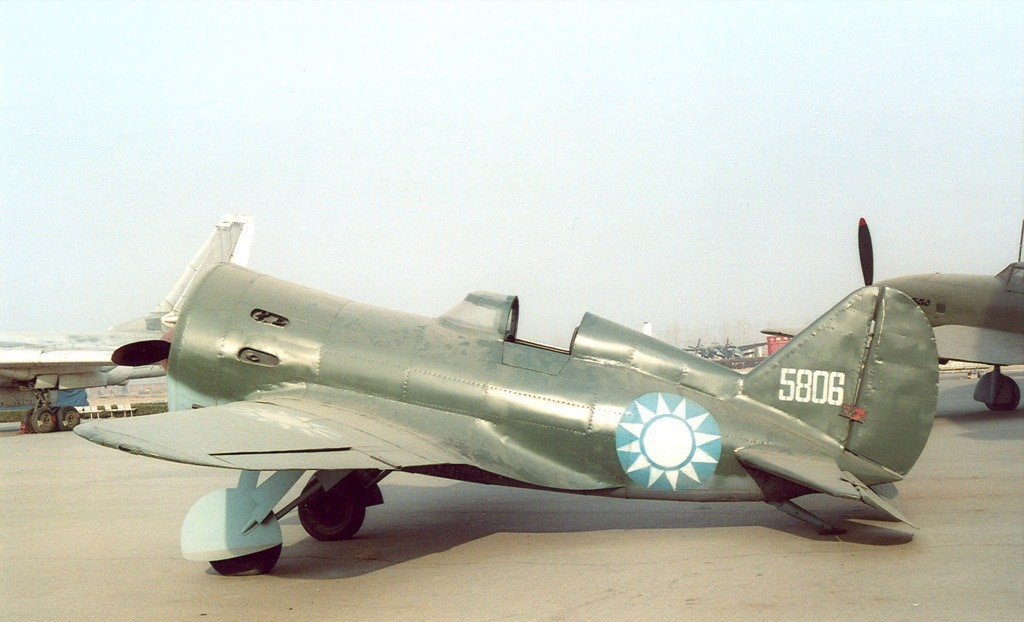
Polikarpov I-16 chinois

De 1937 au début de 1941, l’Union soviétique est le principal fournisseur de l'aviation chinoise et, d’octobre 1937 à janvier 1941, le gouvernement chinois commandé 848 avions en 13 lots, qui lui sont fournis à crédit pour 200 millions de dollars. En outre, 37 aéronefs ont été transférés en Chine lorsque les Forces aériennes soviétiques se retirent de la Chine après la signature du pacte de non-agression germano-soviétique en 1939. Ces avions comprenaient 563 chasseurs, dont 252 I-152, 75 I-153, 132 I-16 de type 10, 75 I-16 de type 17 et le reste étant de type I-15 bis , qui ne faisait pas partie de l'achat des 13 lots. Sont également inclus 322 bombardiers, dont 179 SB-2M-100A , 100 SB-2M-103, 24 DB-3 , 6 TB-3 et 13 SB ne faisant pas partie de l'achat des 13 lots). L’achat de 13 lots comprenait également 5 avions de formations UT-1 . Cependant, sur les 250 à 300 avions de combat fournis chaque année, seuls quelques dizaines survivraient jusqu'à la fin de l'année.

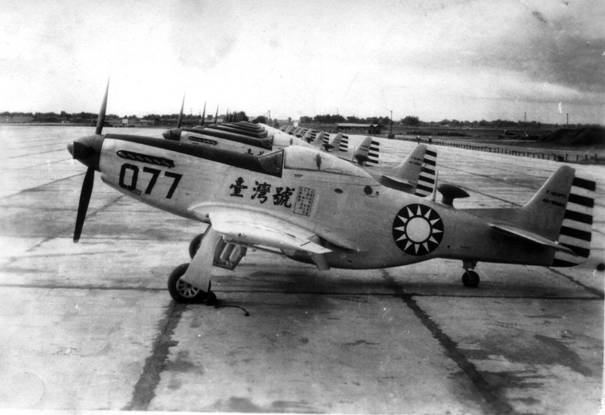
P-51 de la "Republic Of China Air Force" en 1953

Dans la dernière moitié de la guerre sino-japonaise, lors de la Seconde Guerre mondiale, l'effectif de la ROCAF a été augmenté par un groupe de bénévoles de pilotes américains (les Tigres volants) en 1941. Tout au long de la guerre, la ROCAF a été impliquée dans des attaques sur les forces aériennes et terrestres japonaise dans le théâtre chinois.

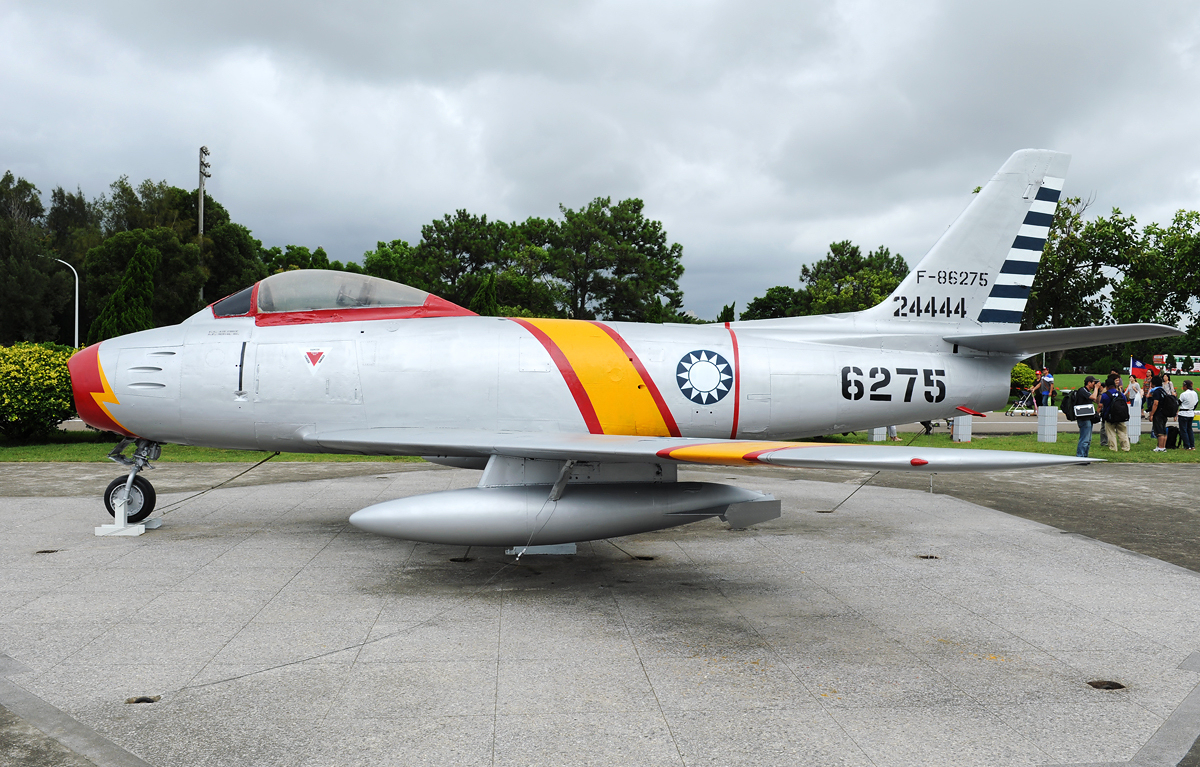
North American F-86F Sabre taïwanais.

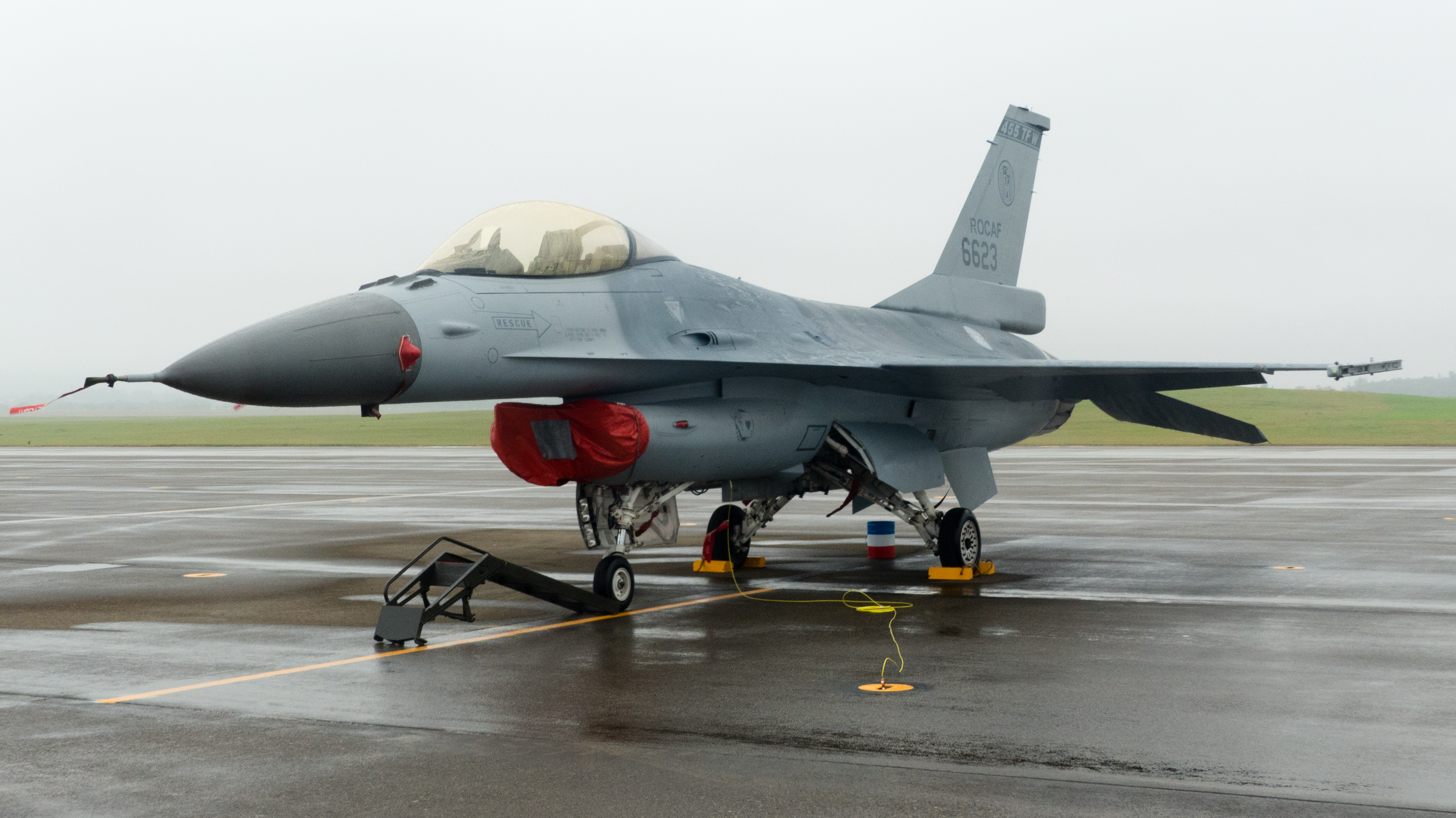
F-16C taïwanais

Le quartier-général de la ROCAF fut créé en juin 1946. De 1946 à 1948, pendant la guerre civile chinoise, la ROCAF participa aux combats contre l'Armée populaire de libération engagée dans l'air pour les combats aériens sur au moins onze reprises dans les zones entourant le détroit de Taiwan. La ROCAF jouissait d'un ratio 31 pour 1 tué contre l'APL. Le QG a été évacué à Taiwan avec le reste du gouvernement de la république de Chine en avril 1949 après la victoire communiste. Le ROCAF a aidé à freiner l'avancée l'APL lors de la bataille de Kuningtou (en) sur Kinmen la même année.
Durant la guerre froide, la ROCAF patrouilla régulièrement le détroit de Taiwan où elle a combattu lors de nombreux engagements avec son homologue communiste. Elle reçut du matériel d'occasion en provenance des États-Unis, comme le F-86 Sabre, le F-100 Super Sabre et le F-104 Starfighter. Elle servit également de banc d'essai pour technologie américaine à cette époque. Ainsi, la première victoire aérienne obtenue par un missile air-air intervint lorsqu'un AIM-9B tiré par un F-86 Sabre de la Force aérienne de la république de Chine abattit un MiG-15 de l'Armée populaire de libération de Chine populaire le 24 septembre 1958.
La première utilisation et victoire au combat d'un missile surface-air a lieu lorsqu'un avion de reconnaissance RB-57 Canberra de la Force aérienne de la république de Chine se fait abattre le 7 octobre 1959 par une salve de 3 S-75 Dvina (terminologie OTAN : SA-2 Guideline) de l'armée populaire de libération.

Les pilotes volèrent également sur des U-2 lors de vols de reconnaissance sur la république populaire de Chine avec l'aide de l'USAF. Connu sous le nom de Black Cat Squadron, ils ont effectué un total de 220 missions, dont 102 sur la Chine continentale mais avec la perte de 5 avions. Tous les cinq ont été abattus par des missiles sol-air SA-2, le même type de missile qui a abattu Gary Powers en URSS en 1960. La 34th "Black Bat Squadron" effectuèrent des missions à basse altitude en Chine dans le cadre d'effectuer sa cartographie en raison de la croissance des réseaux de défense aérienne, ainsi que l'insertion d'agents derrière les lignes ennemies, et les missions de largage de réapprovisionnement.

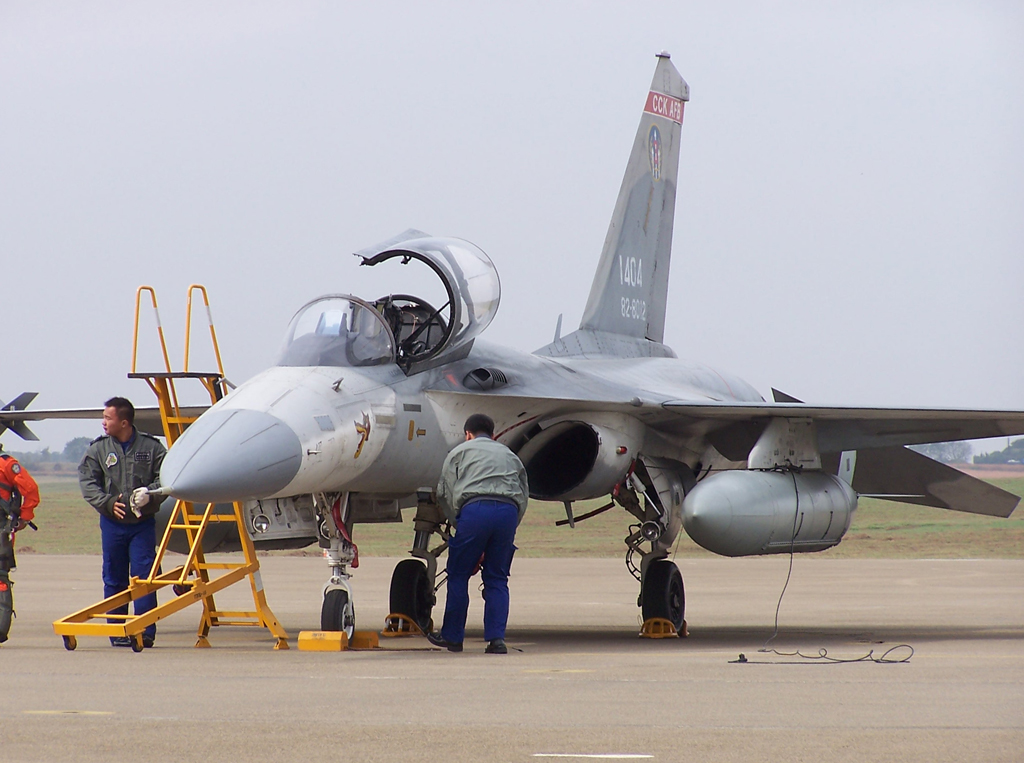
AIDC F-CK-1 Ching-Kuo　de la escadre de chasse tactique basé à Ching Chuan Kang

## Organisation
[Quand ?]
Comme la plupart des autres branches des forces armées de la république de Chine, une grande partie de la structure et de l'organisation de la ROCAF est calquée sur l'United States Air Force.
Quartier-général, Force aérienne de la république de Chine (空軍總司令部)
- Commandement opérationnel de la force aérienne (作戰司令部)
  - Escadre météo (氣象聯隊), New Taipei
  - Escadre de communications, du contrôle du trafic aérien et de l'information (通信航管資訊聯隊), Taipei
  - Escadre de contrôle aérien tactique (戰術管制聯隊)
- Commandement d'artillerie antiaérienne (防空砲兵指揮部)
  - 951e brigade d'artillerie antiaérienne et de défense aérienne antimissile, Taipei
  - 952e brigade d'artillerie antiaérienne et de défense aérienne antimissile, Taichung
  - 953e brigade d'artillerie antiaérienne et de défense aérienne antimissile, Kaoshung
  - 954e brigade d'artillerie antiaérienne et de défense aérienne antimissile, Hualien
  - Centre de formation d'artillerie antiaérienne (國軍防空砲兵訓練中心), Pingtung
- Commandement de l'éducation, de la formation et de la doctrine (教育訓練暨準則發展司令部)
- Commandement de la logistique (後勤司令部)
- Escadres de combat (作戰聯隊)
  - 401e escadre de chasse tactique (401聯隊), Comté d'Hualien
    - 17e groupe de chasse tactique « Thor », F-16A/B
    - 26e groupe de chasse tactique « Witch », F-16A/B
    - 27e groupe de chasse tactique « Black Dragon », F-16A/B
    - 12e escadron de reconnaissance tactique « Tiger Gazer », RF-16A/B, RF-5E

  - 427e escadre de chasse tactique (427聯隊), Ching Chuan Kang
    - 7e groupe de chasse tactique « Wolf », F-CK-1A/B
    - 28e groupe de chasse tactique « Baby Dragon », F-CK-1A/B

  - 439e escadre combiné (439聯隊), Pingtung
    - 10e groupe de transport aérien tactique
      - 101e escadron de transport aérien, C130H
      - 102e escadron de transport aérien, C130H

    - 20e groupe de guerre électronique
      - 6e escadron de guerre électronique, E-2T/2000
      - 2e escadron d'alerte rapide, C130HE

  - 443e Escadre de chasse tactique (443聯隊), Tainan
    - 1er groupe de chasse tactique, F-CK-1A/B
    - 4e groupe de chasse tactique, F-CK-1A/B
    - 9e groupe de chasse tactique, F-CK-1A/B

  - 455e escadre de chasse tactique (455聯隊), Chiayi
    - Groupe de sauvetage aérien, S-70C
    - 21e groupe de chasse tactique, F-16A/B
    - 22e groupe de chasse tactique, F-16A/B
    - 23e groupe de chasse tactique, F-16A/B

  - 499e escadre de chasse tactique (499聯隊), Hsinchu
    - 41e groupe de chasse tactique « Holy Shield », Mirage 2000-5Di/Ei
    - 42e groupe de chasse tactique « Cobra », Mirage 2000-5Di/Ei
    - 48e groupe de formation « Holy Eagle », Mirage 2000-5Di/Ei

  - 499e escadre de formation de chasse (737聯隊), Taitung
    - 44e escadron de chasse, F-5E/F
    - 45e escadron de chasse, F-5E/F
- Commandement des bases aériennes (基地指揮部)
  - Commandement de la base aérienne de Sungshan (松山基地指揮部)
    - Escadron de transport VIP, Boeing 737, Fokker 50, Beechcraft 1900
- Académie de la Force aérienne (空軍官校), Kangshan
  - Groupe de formation de base, T-34
  - Groupe formation de chasse/jet avancée, AT-6
  - Groupe d'entraînement au transport aérien, Beechcraft 1900

## Mission
Sa mission principale est la défense de l'espace aérien au-dessus et autour de Taïwan contre toute attaque.
L'adversaire potentiel principal est l'Armée populaire de libération chinoise.

## Aéronefs
En 2024, l'armée de l'air taïwanaise compte au total :
- 102 avions de chasse ;
- 267 avions multirôle ;
- 118 avions d'entrainement dont 76 de combat ;
- 17 hélicoptères ;
- 33 avions de transport ;
- 5 AWACS ;
- 12 patrouilleurs maritimes.

Les appareils en service en 2016 et en 2024 sont les suivants, :
| Aéronefs                              | Origine          | Type                                         | En service en 2016 | En service en 2024 | Versions                          | Notes |
| Avion de chasse                       | Avion de chasse  | Avion de chasse                              | Avion de chasse    | Avion de chasse    | Avion de chasse                   | Avion de chasse |
| ------------------------------------- | ---------------- | -------------------------------------------- | ------------------ | ------------------ | --------------------------------- | --- |
| General Dynamics F-16 Fighting Falcon | États-Unis       | Avion multirôle                              | 143                | 110 30             | F-16A F-16B                       | 120 monoplaces et 30 biplaces livrés entre 1997 et 2001. 7 détruits en date de 2018. Les 143 en service sont transformés en F-16V à partir de mars 2019 jusqu'en mai 2022 |
| AIDC F-CK-1 Ching-Kuo                 | Taïwan           | Avion multirôle                              | 129                | 127                | F-CK-1A/C F-CK-1B/D               | 131 livrés entre 1994 et 2001. |
| Dassault Mirage 2000                  | France           | Avion multirôle                              | 52                 | 9 45               | Mirage 2000-5Di Mirage 2000-5Ei   | 12 -Di biplaces avec missiles APV et 48 -5Ei monoplaces achetés en 1992. Livrés entre 1997 et 2001. 6 perdus au 10 septembre 2024.                                        |
| Northrop F-5 Tiger II                 | États-Unis       | Avion de chasse et de surveillance           | 45                 | 16 27 5            | F-5E F-5EF RF-5E                  | RF-5E version ISTAR |
| Avion de transport                    |                  |                                              |                    |                    |                                   | |
| Lockheed C-130 Hercules               | États-Unis       | Transport Guerre électronique                | 20 1               | 19 1               | C-130H Hercules C-130HE Tien Gian | C-130HE version de guerre électronique |
| Beechcraft 1900                       | États-Unis       | Transport VIP                                | 10                 | 10                 |                                   | |
| Fokker F50                            | Pays-Bas         | Transport                                    | 3                  | 3                  |                                   | |
| Boeing 737                            | États-Unis       | Transport VIP                                | 1                  | 1                  | 737-800                           | |
| AWACS                                 |                  |                                              |                    |                    |                                   | |
| Grumman E-2 Hawkeye                   | États-Unis       | AWACS                                        | 6                  | 5                  | E-2T                              | 4 E-2T en novembre 1995, 2 Hawkeye 2000 en 2004. Un accidenté le 25 novembre 2022, n'est pas réparé.                                                                      |
| Avion de patrouille maritime          |                  |                                              |                    |                    |                                   | |
| Lockheed P-3 Orion                    | États-Unis       | Avion de patrouille maritime                 | 12                 | 12                 | P-3C Orion                        | |
| Avion d'entraînement                  |                  |                                              |                    |                    |                                   | |
| Beechcraft T-34 Mentor                | États-Unis       | Avion d'entraînement                         | 42                 | 42                 | T-34C                             | |
| AIDC AT-3 Tzu-Chiang                  | Taïwan           | Avion d'entraînement                         | 55                 | 54                 |                                   | |
| AIDC T-5 Brave Eagle                  | Taïwan           | Avion d'entraînement                         |                    | 22                 | T-5 Yung Ying                     | Premières livraisons en 2021 |
| Hélicoptère                           |                  |                                              |                    |                    |                                   | |
| Eurocopter EC225 Super Puma           | Union européenne | SAR/transport                                | 3                  | 3                  | H225                              | |
| Sikorsky S-70                         | États-Unis       | SAR/transport                                | 16                 | 14                 | S-70C-1A                          | |
| Armements                             |                  |                                              |                    |                    |                                   | |
| AIM-9 Sidewinder                      | États-Unis       | Missile air-air infrarouge courte portée     | N/C                | N/C                | AIM-9J/P AIM-9X II                | |
| Matra R550 Magic II                   | France           | Missile air-air infrarouge courte portée     | N/C                | N/C                |                                   | |
| Rafael Shafrir                        | Israël           | Missile air-air infrarouge courte portée     | N/C                | N/C                |                                   | |
| Sky Sword I (en)                      | Taïwan           | Missile air-air infrarouge courte portée     | N/C                | N/C                |                                   | |
| MICA                                  | France           | Missile air-air infrarouge moyenne portée    | N/C                | N/C                | MICA IR                           | Missile APV |
| MICA                                  | France           | Missile air-air guidage radar moyenne portée | N/C                | N/C                | MICA EM                           | Missile APV |
| AIM-120 AMRAAM                        | États-Unis       | Missile air-air guidage radar moyenne portée | N/C                | N/C                | AIM-120C-7 AMRAAM                 | Missile APV |
| Sky Sword II (en)                     | Taïwan           | Missile air-air guidage radar moyenne portée | N/C                | N/C                |                                   | Missile APV |
| Sky Sword II (en)                     | Taïwan           | Missile anti radiations                      | N/C                | N/C                | Sky Sword IIA                     | |
| AGM-65 Maverick                       | États-Unis       | Missile surface-air                          | N/C                | N/C                | AGM-65A Maverick                  | |
| AGM-84 Harpoon                        | États-Unis       | Missile anti-navries                         | N/C                | N/C                | AGM-84 Harpoon                    | |
| Wan Chien (en)                        | Taïwan           | Missile de croisière                         | N/C                | N/C                |                                   | |
| Paveway                               | États-Unis       | Bombe guidée laser                           | N/C                | N/C                | GBU-12 Paveway II                 | |

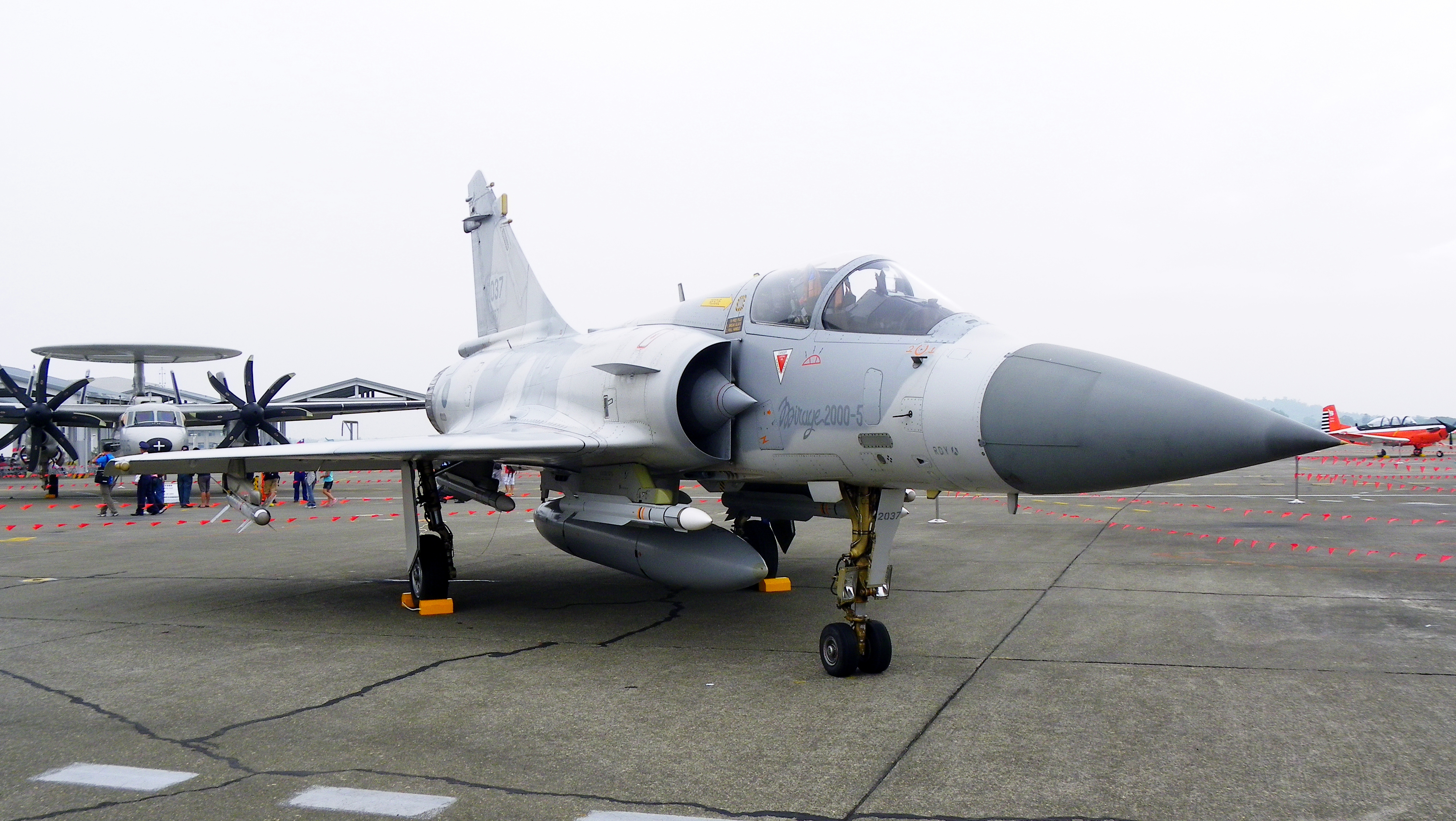
Mirage 2000-5EI en 2011
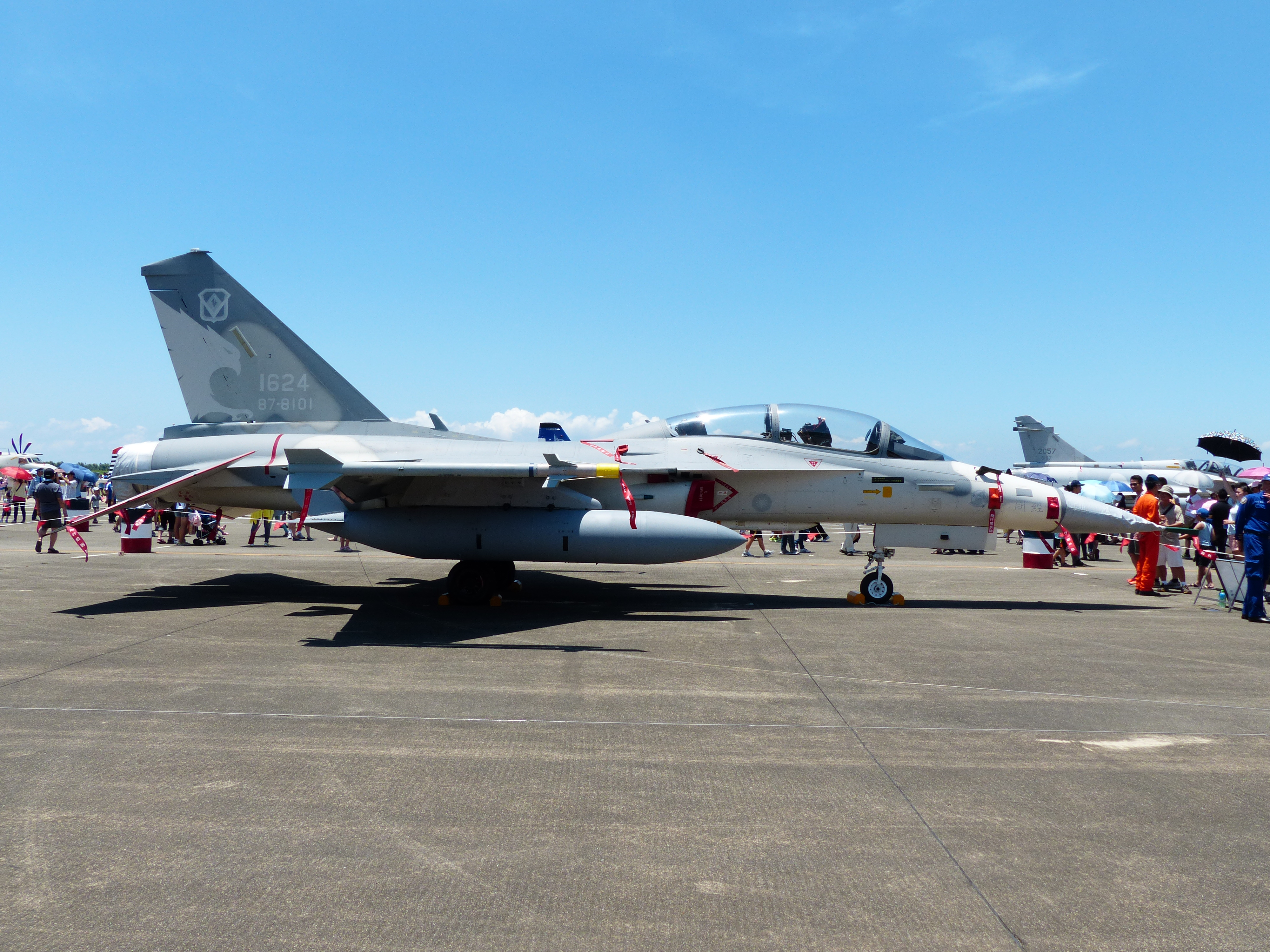
F-CK-1B sur la base de Tainan.
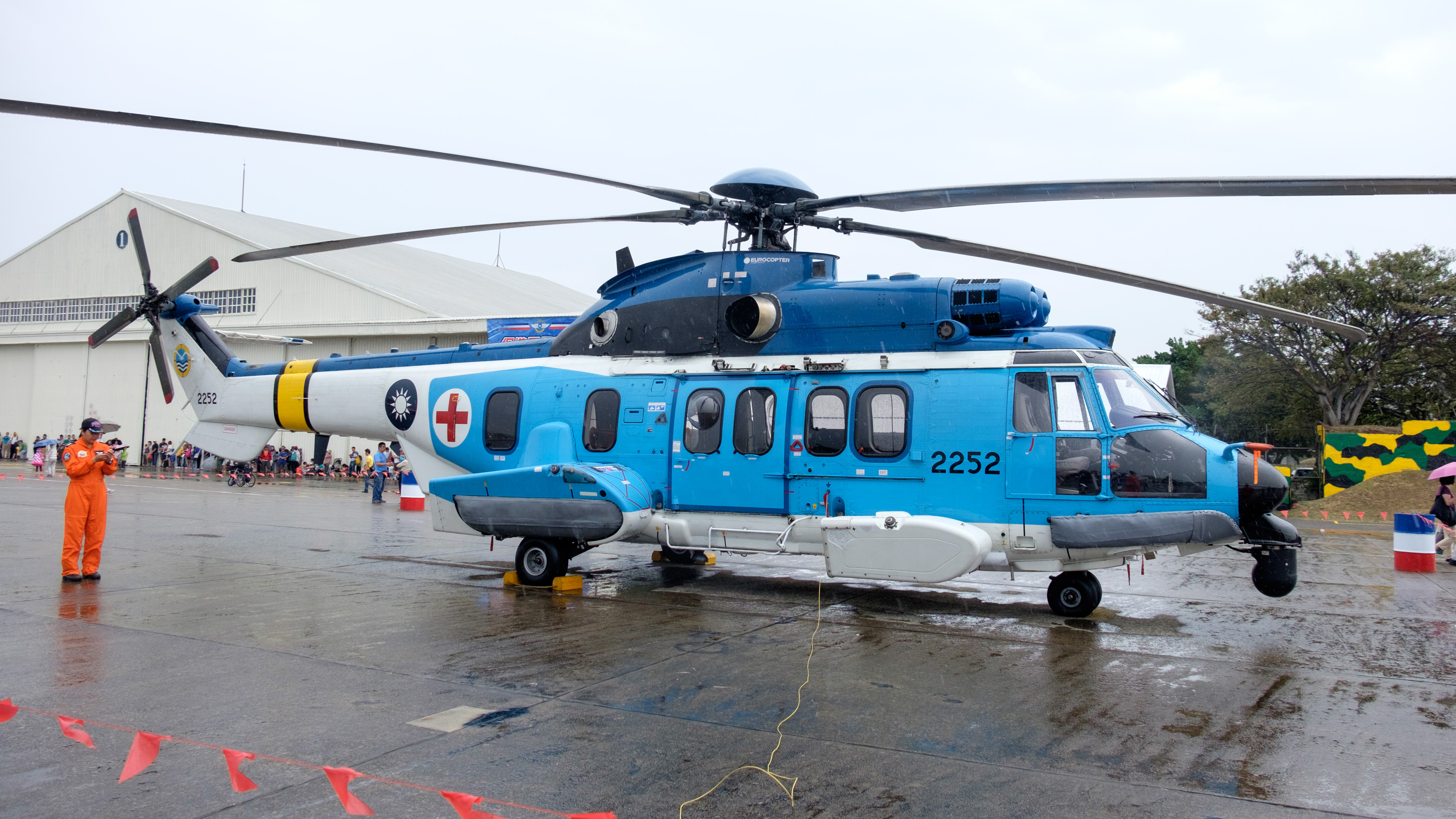
L'un des 3 EC225 de la ROCAF.
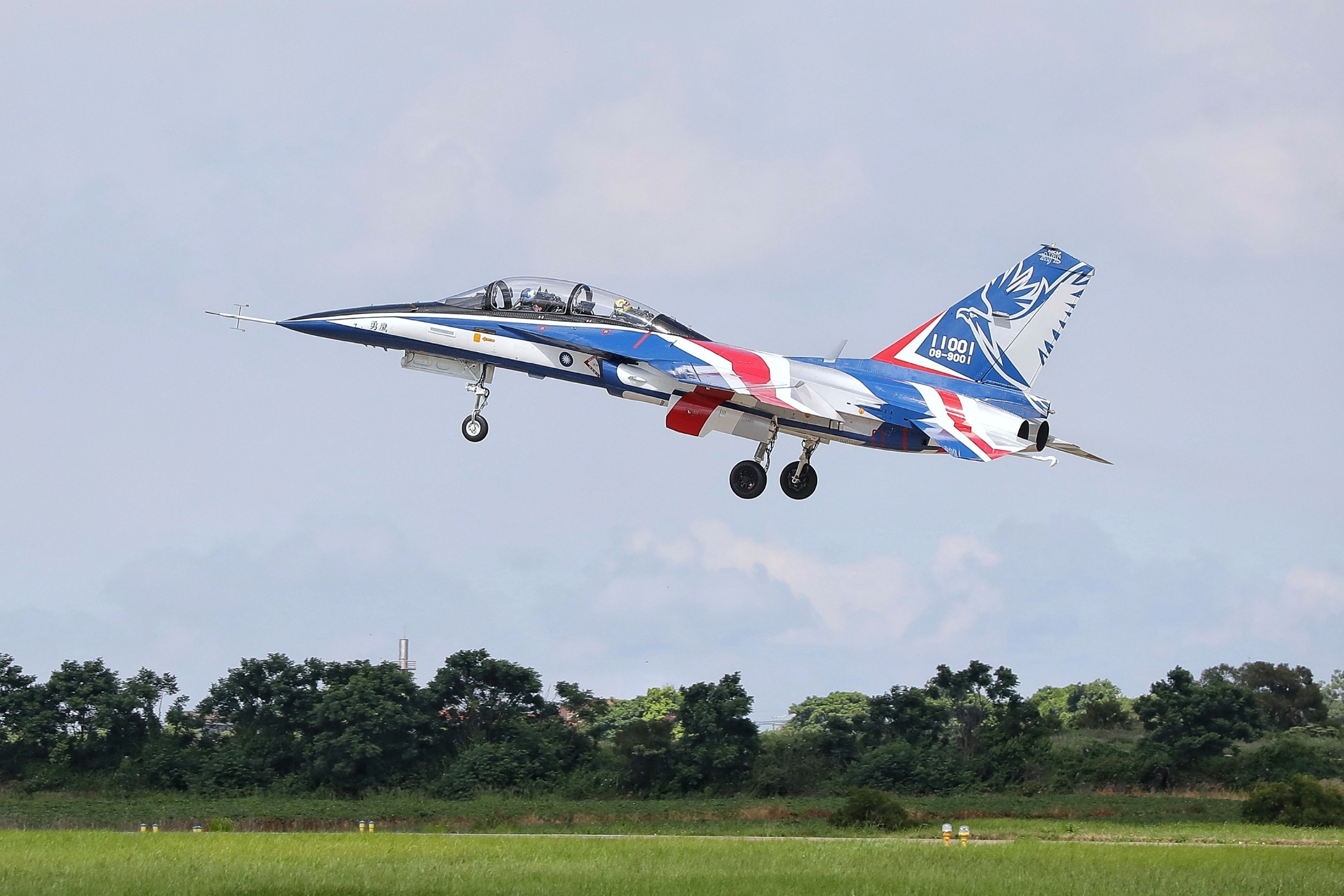
AIDC T-5 Brave Eagle en 2020
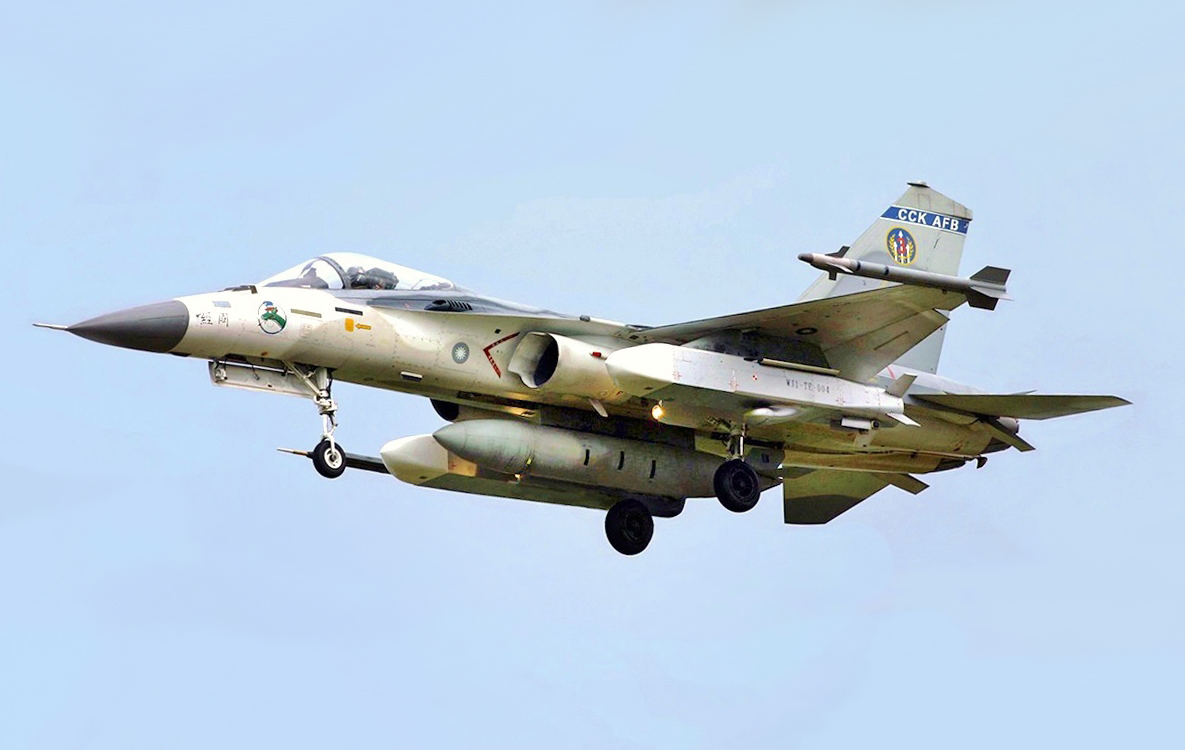
Missile de croisière Wan Chien